# オーストリアの州章一覧
オーストリアの州章一覧(オーストリアのしゅうしょういちらん)

ブルゲンラント州の州章
ケルンテン州の州章
ニーダーエスターライヒ州の州章
オーバーエスターライヒ州の州章
シュタイアーマルク州の州章
ザルツブルク州の州章
チロル州の州章
フォアアールベルク州の州章
ウィーンの州章